# Renten Service der Deutschen Post AG
Der Renten Service der Deutschen Post AG (bis 1995: Rentenrechnungsstelle; bis 2000: Postrentendienstzentrum) zahlt Renten an Rentenempfänger aus.
Die Auszahlung von Renten der gesetzlichen Rentenversicherung war seit den 1890er Jahren die ursprüngliche Aufgabe der früheren Rentenrechnungsstelle. Später übernahm der Renten Service weitere Arbeiten als Dienstleister, so dass im Jahre 2021 monatlich über 25 Millionen Renten ausgezahlt wurden. Davon gingen ca. 1,5 Millionen Zahlungen ins Ausland.

## Auftraggeber
Durch § 119 Sechstes Buch Sozialgesetzbuch ist die Deutsche Post AG vom Gesetzgeber ausdrücklich ermächtigt, die Renten der gesetzlichen Rentenversicherung auszuzahlen. Darüber hinaus bietet sich der Renten Service als Dienstleistungsunternehmen an. 
Die Auszahlung erfolgt für die Deutsche Rentenversicherung, für die staatlichen Versorgungseinrichtungen, z. B. VBL, die ZVK der ehemaligen Deutschen Bundespost sowie deren Nachfolgeunternehmen und für verschiedene Anbieter von privaten Betriebsrenten. Des Weiteren werden Renten der gesetzlichen Unfallversicherung verschiedener Träger ausgezahlt. Außerdem zahlen die österreichischen Pensionsversicherungsanstalten bei Empfängern im Ausland über den RentenService der Deutschen Post AG aus.

## Rentenzahlung
Früher wurden die Renten meist durch die Poststelle oder die Postzusteller (Geldbriefträger) bar ausbezahlt. Als immer mehr Menschen ein persönliches Girokonto eröffnet hatten, wurde darauf hingewirkt, dass sich die unbare Zahlung etablierte.
Die Identifikation eines Rentners wird heutzutage über die dreistellige Postabrechnungsnummer (PANR) und die vierzehnstellige Postrentennummer (PRNR) vorgenommen. Die beiden Zahlen finden sich zu einer  siebzehnstelligen Nummer aneinandergereiht in einer Rentenanpassungsmitteilung oder der Rentengutschrift in einem Kontoauszug. Streicht man die letzten beiden Stellen der Postrentennummer ergibt sich die Rentenversicherungsnummer (RVNR).
Das Beispielangabe im Kontoauszug PANR90115070649C10311 splittet sich auf wie folgt:
- Postabrechnungsnummer (PANR): 901
- Postrentennummer (PRNR): 15070649C10311
- Rentenversicherungsnummer (RVNR): 15070649C103

## Dienstleistung
Als Dienstleister übernimmt der Renten Service dabei die Rentenzahlung, Rentenanpassung, Bestandspflege, Betriebsrentenverwaltung, Zulagenverwaltung (Riester-Rente) und die Erstellung von Statistiken. Hierbei ist für Namens- oder Adressänderungen, Änderungen des Gutschriftkontos, Sterbefälle etc. nicht mehr der Leistungsträger, sondern der Renten Service zuständig. Pro Jahr werden etwa 2,7 Millionen Änderungen von Daten durchgeführt. Die Änderungen werden an die Leistungsträger in maschinell zu bearbeitender Form übermittelt, damit auch dort die Änderungen bekannt sind.

## Änderungsanzeige und Anträge
Antragsformulare sind in jeder Postfiliale erhältlich. Es ist aber auch möglich, die Anträge online zu stellen.
Um die Abmeldung von Rentenzahlungen zu vereinfachen, können auch Bestatter die Sterbefallmitteilungen mit einem speziellen Formular per Fax an den Renten Service übermitteln.